# Nomarchia Attyka Wschodnia

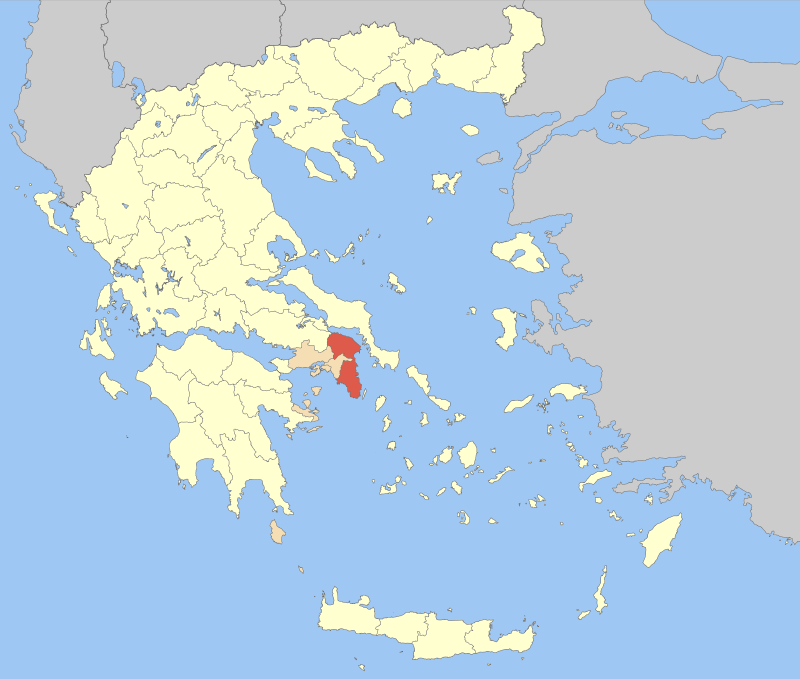
Lokalizacja nomarchii Attyka Wschodnia

Nomarchia Attyka Wschodnia (gr. Ανατολική Αττική) – do końca 2010 roku jedna z nomarchii w Grecji w regionie administracyjnym i nomarchii Attyka, ze stolicą w Pallini. Nomarchia zajmowała północną i wschodnią część Półwyspu Attyckiego (na północ i wschód od Aten). Graniczyłą z nomarchiami Ateny i Attyka Zachodnia z regionu Attyka oraz z prefekturą Beocja z regionu Grecja Środkowa. Powierzchnia prefektury wynosiła 1615 km², zamieszkiwało ją 403 918 osób (stan z roku 2001).
Na terenie nomarchii znajdowało się kilka miast o znaczeniu historycznym, między innymi:
- Brauron
- Maraton
- Sunion